# Mesochorus varius
Mesochorus varius là một loài tò vò trong họ Ichneumonidae.